# Berbice kreolski nizozemski jezik
Berbice kreolski nizozemski jezik (ISO 639-3: brc), kreolski jezik, gotovo izumro, temeljen je na nizozemskom jeziku [nld], a govorile su ga još svega 4 osobe (1993 S. Kouwenberg) uz rijeku Berbice u Gvajani. 
Većina riječi potječe iz izonskog [ijc] jezika iz Nigerije i nizozemskog, te oko 10% iz aravačkog [arw] i gvajanskog kreolskog engleskog [gyn]. 

## Vanjske poveznice
- Ethnologue (14th)
- Ethnologue (15th)